# Always Drinking Marching Band
Always Drinking Marching Band es una compañía de música y teatro de Barcelona creada el año 1997. Es conocida por la transgresión estilísca, humor y energía de sus más de 1000 actuaciones en Europa, América, África y Asia.

## Historia
Un grupo de músicos se reunieron el verano de 1997 para participar en la Fiesta Mayor Alternativa de Gràcia. Debido al éxito obtenido decidieron inspirarse en las fanfarrias francesas para formar un grupo de música que combinaba versiones imposibles, humor y crítica social y que reclamaba la calle como espacio público de expresión artística. Desde entonces ha creado docenas de espectáculos de música, teatro y circo donde han trabajado más de 100 artistas, actores, diseñadores y músicos por todo el mundo. Hoy en día la marca Always Drinking Productions mantiene el espíritu original de la primera formación además de los espectáculos Be Different y estando en pleno proceso de creación de un nuevo espectáculo de teatro que llevará por nombre Satisfacshow.

## Discografía
- Aquí no se Engaña a Nadie (2000)
- La Calle es Nuestra (2013)
- "Brasstards" (2016)